# 黃帶緋鯉
黃帶緋鯉，俗名秋姑、鬚哥，為輻鰭魚綱鱸形目鬚鯛科的其中一個種。

## 分布
本魚分布於印度西太平洋區，包括東非、紅海、波斯灣、亞丁灣、馬爾地夫、葛摩、模里西斯、塞席爾群島、印度、斯里蘭卡、馬來西亞、安達曼海、泰國、菲律賓、印尼、中國南海、東海、日本、台灣、越南、新幾內亞、所羅門群島、澳洲、馬里亞納群島、馬紹爾群島、密克羅尼西亞、帛琉、諾魯、斐濟群島、東加、萬納杜等海域。
该物种的模式产地在Anjer、苏丹海峡。

## 深度
水深10至90公尺。

## 特徵
本魚體呈黃褐色，腹部為銀白色。體側有2條金黃色的縱線紋，第一背鰭末端有深黑斑，尾鰭透明無橫斑。背鰭硬棘共8枚、軟條共9枚；臀鰭硬棘1枚、軟條7枚。側線鱗片數31至36枚。體長可達23公分。

## 生態
本魚棲息在沙底質水較渾濁的水域，常出現在河口，屬肉食性，以底棲的無脊椎動物為食。

## 經濟利用
小型食用魚，用油炸食用。另可做為觀賞魚。